# كاسيلدا إيتوريزار
كاسيلدا إيتوريزار (1818م - 22 فبراير 1900م)، والمعروفة أيضًا باسم أرملة إيبالزا، كانت فاعلة خير ورجل أعمال إسباني من بلباو في إقليم الباسك. سعت إيتوريزار لمساعدة الأعضاء الأكثر حرمانًا في مجتمع بلباو بتسخير ثروتها للأعمال الخيرية. تم تسمية الشارع الذي تعيش فيه وجناح المستشفى وحديقة المدينة باسمها.

## السيرة الشخصية
ولدت كاسيلدا مارغريتا دي إيتوريزار إي أوركيجو في بلباو بإسبانيا. كان والدها، خوسيه يلاريون إيتوريزار باسابي، تاجرًا (مواليد 1799م) وكانت والدتها يوجينيا نيكولا أوركيجو زيورتيغاراي (أو سيورتيغاراي). في عام 1833م، بعد وفاة والدها، انضمت إيتوريزار إلى طاقم العمل المنزلي لخدمة أحد أكثر التجار ازدهارًا في بلباو، توماس خوسيه دي إيبالزا (1798-1873)م، الذي تزوجته إيتوريزار لاحقًا. 
بدأ إيبالزا إجراءات الطلاق من زوجته الأولى عام 1849م ، ومنح رجل الأعمال طلاقًا كنسيًا، لكنه تم بدون فسخ عقد الزواج، لذلك ظل رسميًا متزوجًا من زوجته الأولى حتى وفاتها عام 1857م 

### الزواج
تزوج إيتوريزار وإيبالزا أخيرًا في عام 1859  بحلول ذلك الوقت، كان إيبالزا يجمع ثروته كأحد مؤسسي بانكو دي بلباو (1857)م ، إلى جانب أبناء عمومته بابلو دي إيبالزا ليكاندا ودومينغو دي إيبالزا لاروندو.  وكانت استثماراته المالية الأخرى عديدة، بما في ذلك سكة حديد بلباو-توديلا وكذلك أول شركة حديثة للحديد الصلب في إقليم الباسك. 
وبعد وفاة زوجها عام 1873، تولت إيتوريزار الإدارة المالية لثروته. وبينما تخلت عن بعض ممتلكاته، ظلت تعمل في "البنوك والعقارات، بالإضافة إلى الاستثمار في السكك الحديدية (مثل سنترال دي فيزكايا، أو بلباو إلى بورتوجيتي أو لا روبلا) أو في تعدين الفحم (هولراس دي سابيرو والملاحق)."  أصبحت أغنى امرأة في بيباو بعد وفاة زوجها.

### رد الجميل

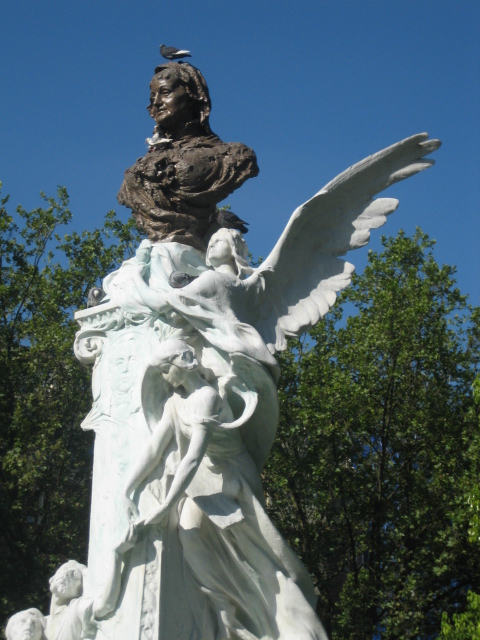
نصب تذكاري تكريما لكاسيلدا إيتوريزار في حديقة بلباو سمّي باسمها.

قامت إيتوريزار بتمويل بناء مدارس تيفولي، التي سُميت فيما بعد على شرفها، وتعاونت مع جمعية بلباو الكورالية وأنشأت منحًا دراسية للطلاب المتفوقين من المدارس العامة بالمدينة. كما ساهمت أيضًا في العديد من المنظمات الكاثوليكية مثل كلاريتيين (تجمّع المبشرين لقلب مريم الطاهرة) في حي سان فرانسيسكو، وخدم يسوع دي لا ناجا وأوغسطينيين في بورتوجاليتي . 
استثمرت أيضًا في الجمعية المجهولة لمسرح بلباو الجديد، التي تأسست عام 1885م والتي قامت ببناء مسرح أرياجا في عام 1890م 
انضمت أيضًا إلى مجلس أمناء المؤسسة الكاثوليكية للمدارس والعمال في عام 1891م لتعزيز هدفها المتمثل في تقديم "التعليم والوعظ والترفيه والحماية مجانًا بشكل كامل للطبقة العاملة". 

## الوفاة
توفيت إيتوريزار في بلباو في 22 فبراير 1900. 
لم يكن لديها أطفال أو أحفاد مباشرون، لذلك تم توريث 7.5 مليون بيزيتا من ثروتها (التي لا تمثل المبلغ الكامل  ) للعديد من المنظمات الاجتماعية بعد وفاتها، بما في ذلك كاسا دي ميزيريكورديا والمستشفى المدني.  بعد وفاتها، أورثت إيتوريزار دخلها لصندوق المنح الدراسية لمدارس بلباو العامة الذي بدأ في عام 1902م وما زال يعمل حتى الآن.

### النصب التذكارية
في حديقة دونا كاسيلدا إيتوريزار الكبيرة في بلباو، والتي تحمل اسمها وتقع بالقرب من وسط المدينة، يوجد نصب تذكاري لإيتوريزار أنشأه النحات الكاتالوني أغوستين كيرول سوبيراتس .  
كما تم تسمية أحد أجنحة مستشفى باسورتو في بلباو على شرفها. 

تم أيضًا إحياء ذكرى إيتوريزار في شارع بلباو حيث عاشت، فيودا دي إيبالزا، بلوحة مكتوب عليها (بالإسبانية):
"عام MCDCCC. مدينة بلباو، لذكرى دونا كاسيلدا دي إيتوريزار. أعطتها السماء ثروات عظيمة، وتشاركتها بيد مسرفة مع فقراء العالم." 

## روابط خارجية
- بالباردا، ج. : دونا كاسيلدا دي إيتوريزار، أرملة إيبالزا ، مجلة "Euskal Erria"، 1906، LV، ص. 230-235.